# Henri Boutet

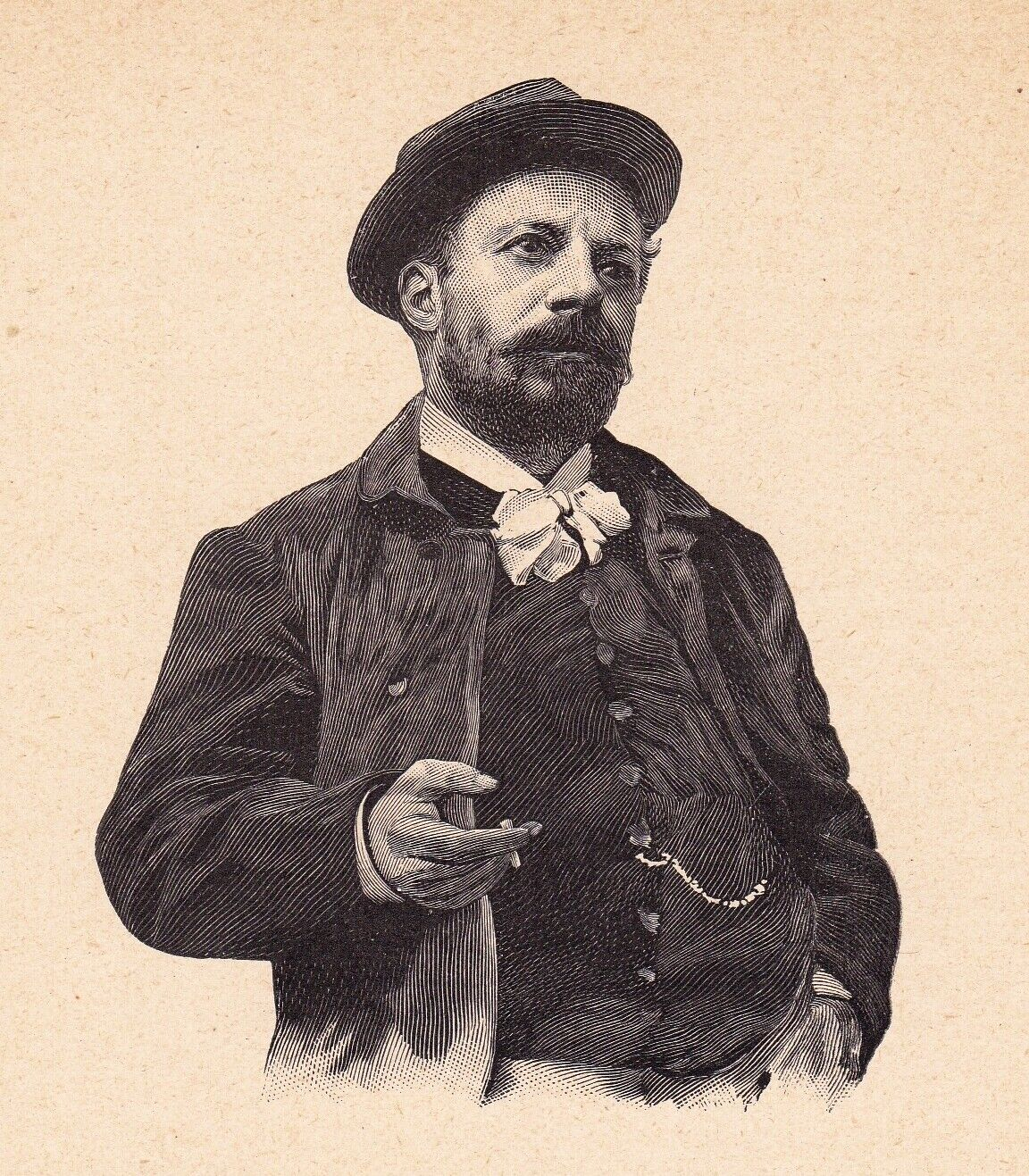
Henri Boutet

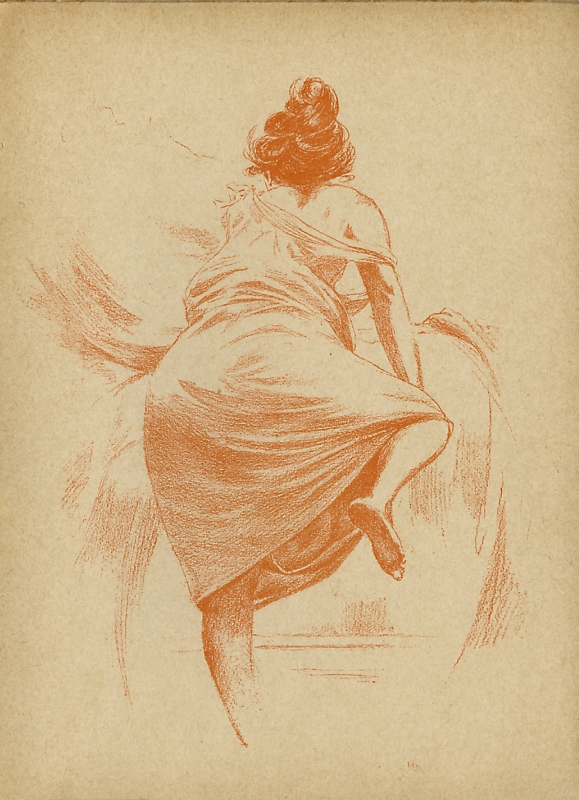
Autour d'Elles (1899)

Henri Boutet  (Sainte-Hermine, Vendee, 1851 -  Parijs, 9 juni 1919), bijnaam le Petit Maître au corset, was een Franse belle-époque-kunstenaar wiens werk zich richtte op het genre La Parisienne. Hij portretteerde openhartig vrouwen, variërend van gewone winkelmeisjes tot elegante dames, in hun dagelijks bestaan en hun gemeenschappelijke kwaliteiten van koketterie en vrouwelijkheid.
Zijn succes was in grote mate te danken aan zijn portretteren van aantrekkelijke jonge vrouwen via zijn etsen , drogenaaldafbeeldingen  en gravures. Zijn prenten werden vaak in gelimiteerde edities van 20 uitgebracht. Met de groei van zijn succes, richtte Boutet zich op een grotere markt door het vestigen van een eigen uitgeverij en het gebruik van het eau-fort synthetique-proces, dat op een duurdere etstechniek leek. Zijn talent voor het illustreren leidde tot zijn productie van grafiek voor tijdschriften, menu's en almanakken, items die vandaag de dag bij uitstek erg gezocht worden.
In 1902 publiceerde hij Les Modes Vrouwen du XIX e Siecle met groot succes. Zijn 100 drogenaaldetsen toonden de ontwikkeling van de mode voor elk jaar van 1801 tot 1900. Deze illustraties werden met de hand gekleurd, met veel aandacht voor detail, een behandeling die zijn liefde voor het onderwerp liet zien. Deze collectie van originele etsen beperkte zich tot een oplage van 600 exemplaren.  

## Zijn publicaties
- L'Art moderne , 1882-1883
- Les Modes Feminines du XIX e Siecle , 100 drogenaaldschetsen 1902
- Les fils de Washington en France , 215 original lithographs, 1918
- Le Coeur de Paris en 1915
- L'Ame de Paris : Tableaux de la guerre de 1914, 1915
- L'année féminine (1895)
- Les deshabillés au théâtre , 1896
- Les petits mémoires de Paris , 1908-1909
- Autour d'Elles : Le Lever-Le Coucher , schetsen uit het dagelijks leven 1899